# Karl Christian Erdmann von Le Coq
Charles Christian Erdmann Ritter und Edler von Le Coq (Torgau, 28 oktober 1767 - Brig, 30 juni 1830) was een Saksische officier, hij bracht het tot luitenant-generaal en de bevelvoerende generaal van het Saksische leger.
Charles Christian Erdmann was de jongste zoon van de Saksische Luitenant-generaal Jean Louis Le Coq (1719-1789) en broer van generaal Karl Ludwig von Le Coq. Hij nam al op elfjarige leeftijd dienst in de Saksische infanterie. Hij diende tot 1806 in het regiment "LeCoq", waarvan zijn vader kolonel en "inhaber" was. Op 30 mei 1800 werd hij bevorderd tot majoor, in 1806 werd hij luitenant-kolonel van de Grenadiers. Le Coq nam als bataljonscommandant deel aan de Slag bij Jena en werd licht gewond in de voet. In 1807 werd hij benoemd tot kolonel en koninklijk adjudant-generaal en commandant van Wittenberg. In 1809 volgde de benoeming tot generaal-majoor. In de slag bij Wagram werd hij aan het hoofd van zijn brigade neergeschoten. Op 22 februari 1810 volgde de bevordering tot luitenant-generaal en divisiecommandant.
In de zomer van 1810 kreeg hij van zijn koning opdracht het Saksische leger te hervormen. De Franse infanterie zou het voorbeeld moeten zijn. Het starre Saksische leger werd door Erdmann onderwezen in de moderne oorlogvoering, in tactiek, in het vormen van carrées en het improviseren op het slagveld. Uit dank voor zijn werk benoemde de koning hem tot chef van de eerste Saksische regiment lichte infanterie .
In het voorjaar van 1812 werd zijn regiment opgenomen in  Napoleons Grande Armée. De Saksen vochten onder generaal Jean-Louis-Ebenezer Reynier tegen Rusland. Ook in 1813, na de terugtrekking van de Fransen uit Saksen en Rusland vocht Karl Christian Erdmann von Le Coq aan Franse zijde in de Slag bij Großbeeren en bij Jüterbog. Hij stond in 1814 aan het hoofd van de in Nederland gelegerde Saksische bezettingstroepen.
Erdmann zette zich vergeefs in voor de terugkeer van de krijgsgevangen koning Frederik August I van Saksen. Hij werd gedwongen om het leger te verlaten en naar Saksen terug te keren. Als gevolmachtigde van de koning organiseerde hij op 16 juni 1815 de scheiding van de Koninklijk Saksische en Groothertogelijk Warschause troepen. 
Na het beëindigen van de oorlog en de restauratie van zijn koning werd Karl Christian Erdmann von Le Coq commandant-generaal van het Saksische leger.
Voor zijn moed en trouw in de campagnes van 1795, 1806, 1809, 1812, 1813, 1814 en 1815  werd Le Coq op 23 juli 1815 onderscheiden met het Grootkruis van de Militaire Orde van Sint-Hendrik.
Na het voltooien van 50 jaar militaire dienst werd Le Coq opgenomen in de exclusieve Huisorde van de Kroon van Wijnruit.
Hij stierf in Zwitserland op een reis naar Zuid-Italië.

## Militaire loopbaan
- Soldat: 1778
- Major: 30 mei 1800
- Oberstleutnant: 1806
- Oberst: 1807
- Generalmajor: 1809
- Generalleutnant: 22 februari 1810

## Decoraties
- Grootkruis in de Militaire Orde van Sint-Hendrik op 23 juli 1815[1]
- Orde van de Kroon van Wijnruit[2]
- Officier in de Legioen van Eer